# Kerepesi-begraafplaats (Boedapest)

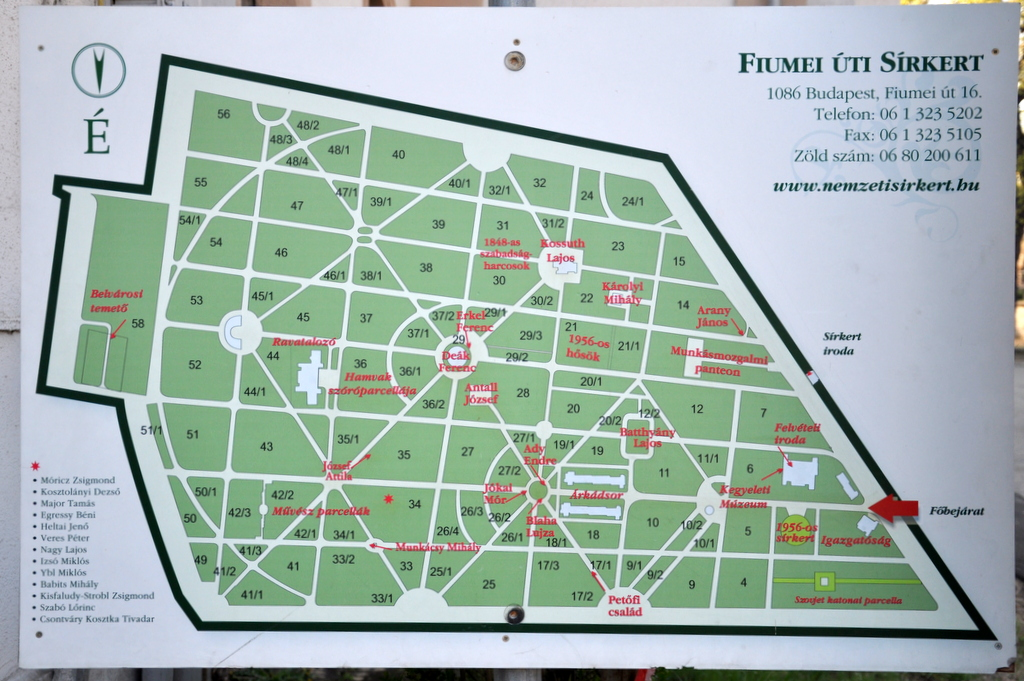
Het plattegrond

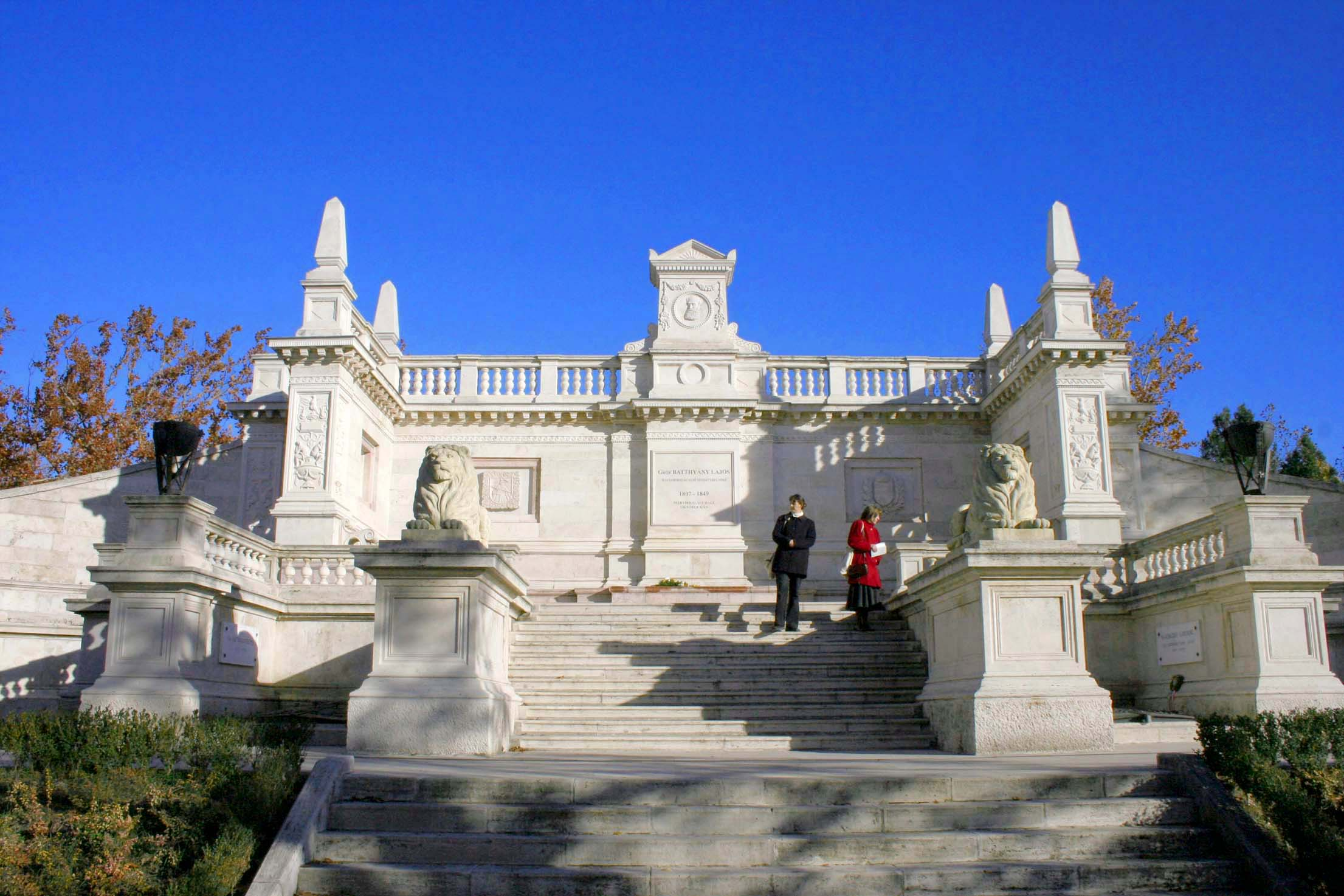
Batthyány mausoleum

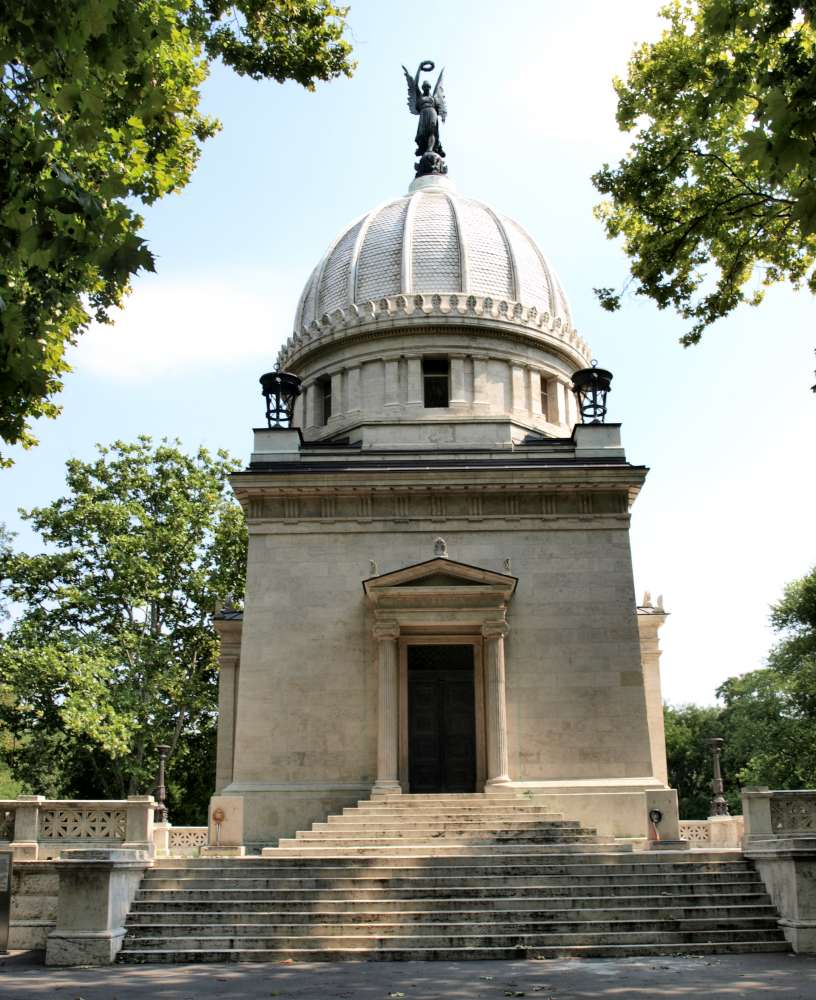
Deák Ferenc mausoleum

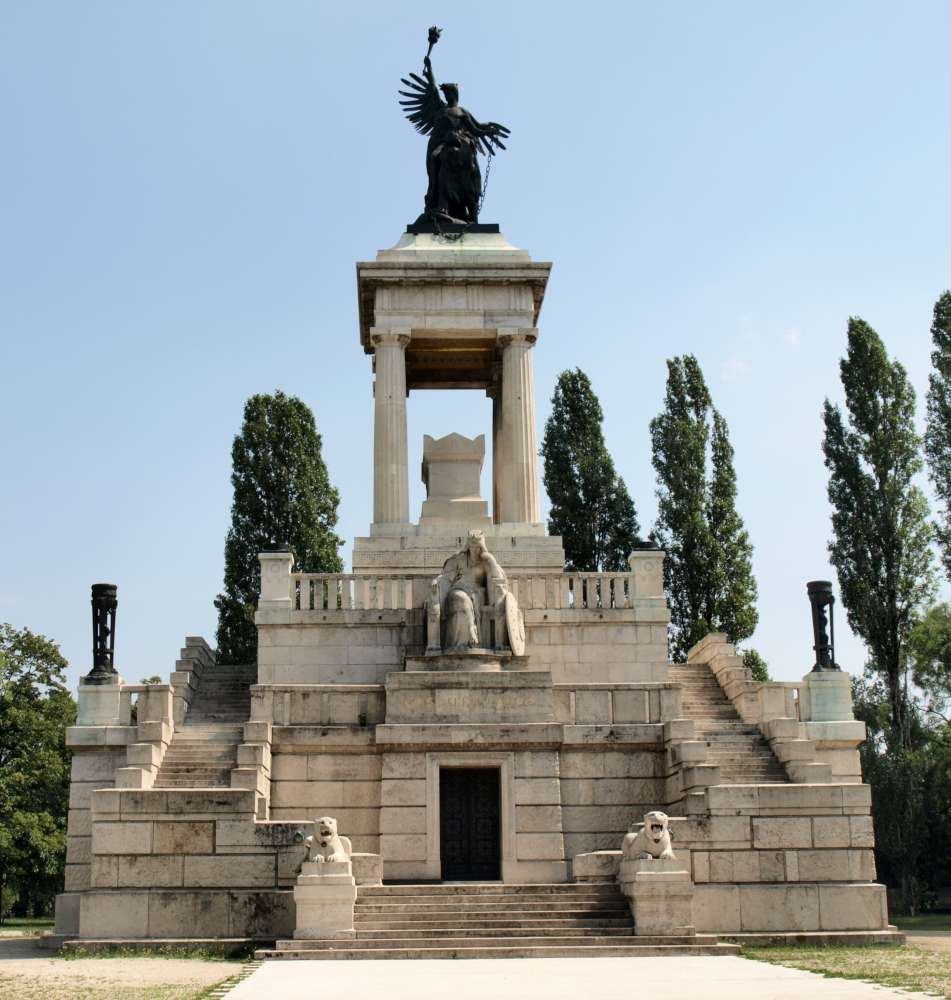
Monument voor Lajos Kossuth

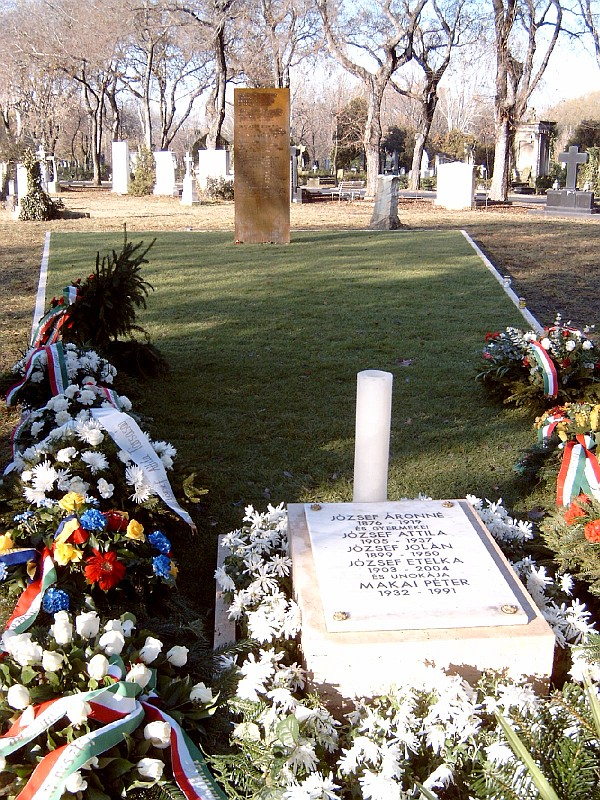
Graf van Attila József en zijn familie

Het Kerepesi temető (in het Nederlands: Kerepesi-begraafplaats) is een belangrijke begraafplaats in Boedapest in Hongarije, gelegen in het VIIIe stadsdeel, Józsefváros (Josefstad). De hoofdingang is gelegen aan de Fiumei út (Fiumestraat) op nummer 16. De begraafplaats werd in 1847 geopend. Noordelijk ervan ligt het Oost-station (Keleti pu.) en zuidelijk het station Boedapest-Josefstad (Józsefvárosi pu.).
Op de Kerepesi-begraafplaats zijn prominente Hongaarse politici, schrijvers, architecten. acteurs, actrices en wetenschappers begraven, voor een deel in mausolea.
De eerste belangrijke begrafenis die er plaats had was van Mihály Vörösmarty in het jaar 1855. Tijdens de Tweede Wereldoorlog werd enige schade aangericht. In 1958 werd een monument opgericht ter herdenking van de Arbeidersbeweging. Sovjetgraven werden in het noordwestelijke gedeelte van de begraafplaats aangelegd.
Men kan er de mausolea van volgende politici en staatslieden terugvinden:
- Lajos Batthyány, eerste minister 1848-1849
- Ferenc Deák, minister van justitie 1848
- Lajos Kossuth, Regent 1849
- Mihály Károlyi, president van de Hongaarse Republiek 1918-1919

Het Kossuth-Mausoleum is het grootste en meest pompeuze bouwwerk van de begraafplaats, gevolgd door het centraal gelegen Deák-mausoleum. Naast het mausoleum van de grootindustrieel Ábrahám Ganz (in 1868 opgericht) treft men op het terrein nog meerdere pronkerige mausolea aan.
Verder is de begraafplaats bekend voor zijn Arcades, welke tussen 1908 en 1911 werden gebouwd en vanwege hun bouwstijl doen herinneren aan Noord-Italiaanse begraafplaatsen. De sectie voor kunstenaars (veld 34), waar grote Hongaarse kunstenaars ter aarde werden besteld, werd in 1929 aangelegd.
De begraafplaats kan als een groot in stilte gedompeld park worden beschouwd.

## Uitvaartmuseum (Kegyeleti Múzeum)
Op het terrein van de begraafplaats bevindt zich het belangrijkste uitvaartmuseum van Hongarije, het Kegyeleti Múzeum. Het museum is ingedeeld in vier zalen, waaronder drie zalen welke een permanente tentoonstelling bieden van de Hongaarse uitvaartcultuur.

## Graven van prominenten
Naast de reeds aangehaalde prominenten werden volgende personen op deze begraafplaats ter aarde besteld (een onvolledig overzicht):
- József Antall (eerste minister)
- Mihály Babits (dichter)
- Béla Balázs (filmcriticus)
- Tivadar Csontváry Kosztka (schilder)
- István Énekes (olympisch kampioen boksen)
- Loránd Eötvös (fysicus)
- Ferenc Erkel (componist)
- Vojtech Gerster (ingenieur-architect van het Kanaal van Korinthe)
- George de Hevesy (Nobelprijswinnaar Scheikunde)
- Arthur Heyer (Duits-Hongaars schilder)
- József Hild (architect)
- Ján Ivánkovits (bisschop van Rožňava, Hongaars politicus)
- Attila József (dichter)
- János Kádár (eerste secretaris van de Hongaarse Socialistische Arbeiderspartij), waarvan het lijk in 2007 werd ontvreemd.
- Maurus Kallina (architect)
- Karl Maria Kertbeny (Oostenrijks journalist en mensenrechten-activist)
- Ödön Lechner (architect van onder andere de Postspaarkas van Boedapest)
- Ignaz Semmelweis (dokter, Redder der Moeders)
- Ignaz Schnitzer (librettist van de Strauss-Operette De Zigeunerbaron)
- Imre Steindl (architect van het Parlamentsgebouw in Boedapest)
- Arthur Arz von Straußenburg (laatste generaal-stafchef van het Oostenrijks-Hongaarse Leger; Later werden zijn overblijfselen overgebracht naar de nieuwe begraafplaats van Boedapest, waar zijn graf vandaag nog steeds is.)
- Ede Tóth (dramaturg)
- Slachtoffers van de Volksopstand van 1956
- Gyula Horn (politicus, minister-president van Hongarije)